# Valeri Brjoesov

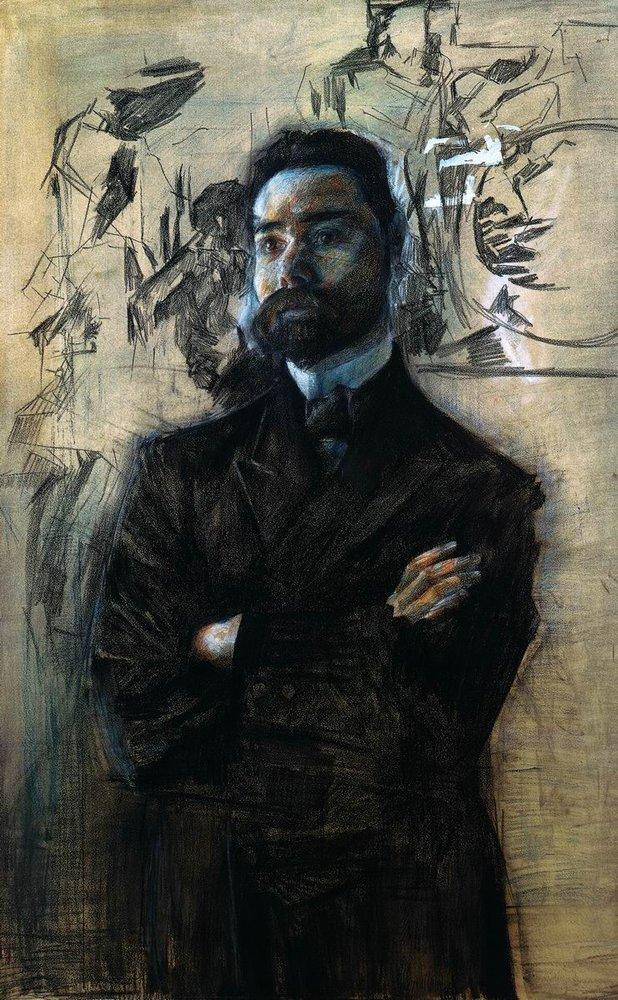
Portret van de hand van Michail Vroebel

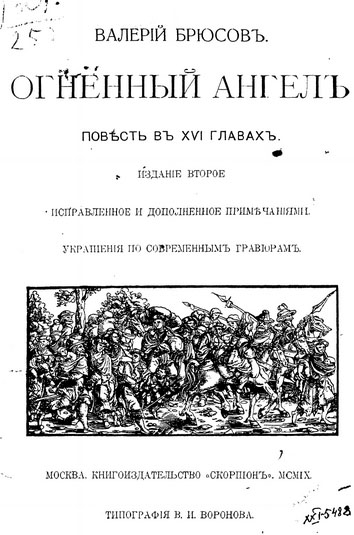
Titelblad van De vuurengel, 1909

Valeri Jakovlevitsj Brjoesov (Russisch: Вале́рий Я́ковлевич Брю́сов) (Moskou, 1 december/13 december 1873 – aldaar, 9 oktober 1924) was een Russische dichter, prozaschrijver, dramaturg, vertaler, criticus en historicus. Hij was een van de grondleggers van het Russisch symbolisme.

## Leven
Valeri Brjoesov werd geboren op 1 december 1873 (volgens de juliaanse kalender) in Moskou in een gezin van kooplieden. Zij vader sympathiseerde met de ideeën van revolutionaire narodniki en publiceerde gedichten in tijdschriften.
In het gezin Brjoesov werd veel aandacht gegeven aan de principes van het materialisme en het atheïsme. Het was streng verboden religieuze literatuur te lezen, maar verder werden hem geen leesbeperkingen opgelegd. Brjoesov, die zijn leven lang een enorm lezer bleef, las in zijn vroege jaren zowel natuurwetenschappelijke werken alsook Franse fictieromans (Jules Verne). Daarbij kreeg de toekomstige dichter een goede opleiding: van 1885 tot 1889 bezocht hij twee vooraanstaande Moskouse gymnasia en daarna studeerde hij geschiedenis.
Van 1895 tot 1899 publiceerde Brjoesov vier bundels met symbolistische poëzie, welke hem een leidende plaats bezorgde in de nieuwe Russische literatuur in het begin van de vorige eeuw. Van 1904 tot 1909 was hij redacteur van "Vesy", het bekende tijdschrift van de symbolisten. Hij reisde in de periode voorafgaand aan de Eerste Wereldoorlog veel naar het Westen en vertaalde in die tijd ook veel werken van westerse schrijvers in het Russisch. In die periode kwam het ook tot een breuk tussen Brjoesov en de andere grote Russische symbolist Andrej Bely, onder meer vanwege hun rivaliteit om schrijfster en socialite Nina Petrovskaja.
Na 1917 bood Brjoesov zijn diensten aan de bolsjewieken aan. Terwijl de andere symbolisten beseften dat hun tijd voorbij was en hun toevlucht zochten in het Westen, werd Brjoesov censor van de jonge Sovjetstaat. In 1919 werd hij lid van de Communistische Partij en schreef gedichten in de geest van de revolutionaire romantiek. Van 1921 tot zijn dood in 1924 stond hij aan het hoofd van het Hoger Instituut voor Literatuur in Moskou, dat jonge talenten opleidde.

## Werk
In zijn eerste twee bundels ontvluchtte Brjoesov de werkelijkheid en experimenteerde hij wat geforceerd met woorden, beelden en metaforen. Zijn volgende twee bundels, "Me eum esse" (1897) en "Tertia Vigilia" (1900), zijn van hoog niveau en schoolvoorbeelden van het symbolisme en het urbanisme (hij beschrijft de grootstad als een woud van mysteries en symbolen). Ook schreef hij gedichten over seks als mystiek ritueel en over drugs en zelfmoord. Zijn poëzie is plechtig, kent veel nieuwe rijmschema's en bezorgde hem de naam van een "geniaal rederijker" (Gorki).
Mystiek en esoterie zijn ook sleutelwoorden in zijn proza. Bekend is zijn historische roman "De vuurengel" (1908, in 1990 vertaald door Jos van Damme), over een Duitse huurling ten tijde van Luther en hekserij. Het boek is tevens te zien als een sleutelroman over de Russische literaire wereld van de 'zilveren periode', met Nina Petrovskaja als 'femme fatale'. Het personage Renata is deels op haar gebaseerd. Sergej Prokofjev componeerde de opera De vuurengel op een zelfgeschreven libretto naar deze roman.

## Gedicht
Je moet als een vlag gloriëren,

Zo scherp als een zwaard moet je zijn,

Als Dante je wangen toekeren

Naar onderaards vuur dat het schrijnt.
Wil koel chroniqueur van je tijd zijn,

Laat niets aan je aandacht ontgaan.

Je deugd zij vooral het bereid zijn

Desnoods op de mutserd te staan.
(vertaling Kees Jiskoot)

## Belangrijke werken
- Juvenilia, 1894
- Chefs d'oeuvre, 1895
- Me eum esse, 1897
- Tertia Vigilia, 1900
- Urbi et Orbi, 1903
- Stephanos, 1906
- Alle melodieën, 1909
- De vuurengel, 1908

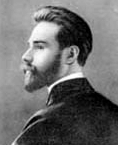
Brjoesov 1890

- Het altaar van de overwinning, 1913
- Rea Silvia, 1916